# Аксель Столе
Аксель Столе (швед. Axel Ståhle, 1 лютого 1891 — 21 листопада 1987) — шведський вершник.
Олімпійський чемпіон 1924 року в командному конкурі.